# Miss France 1968
Miss France 1968 est la 38e élection de Miss France. Christiane Lillio, Miss Saint-Étienne 1967 remporte le titre et succède à Jeanne Beck, Miss France 1967.

## Candidates
Parmi les candidates, on trouve,,, :
- Miss Alsace
- Miss Angoumois
- Miss Aquitaine
- Miss Aunis
- Miss Auvergne
- Miss Basse-Normandie
- Miss Bocage-Normand, Marie-Thérèse Anger
- Miss Bretagne, Marie-Martine Legrand
- Miss Charentes, Annick Delavaud
- Miss Côte d'Émeraude, Martine Henry
- Miss Île-de-France, Bernadette Houchard
- Miss Mayenne, Michèle Thomas
- Miss Morbihan, Ginette Peronno
- Miss Nantes, Edith Hecker
- Miss Normandie, Catherine Beloufa
- Miss Oléron, Dany Nadeau
- Miss Paris, Colette Hoche
- Miss Picardie, Sylvie Gourdon
- Miss Saint-Étienne, Christiane Lillio
- Miss Saint-Raphaël, Marie-Claude Douat
- Miss Sarthe, Jeanne Gasnier
- Miss Toulouse
- Miss Val de Loire, Michèle Cailleux
- Miss Val d'Oise, Claudine Soret
- Miss Vendée, Marie-Thérèse Vermond
- Miss Verdun
- Miss Vexin

## Classement final
| Résultat         | Candidate             | Région             |
| ---------------- | --------------------- | ------------------ |
| Miss France 1968 | Christiane Lillio     | Miss Saint-Étienne |
| 1re dauphine     | Marie-Thérèse Vermond | Miss Vendée        |
| 2e dauphine      | Sonia Kielwasser      | Miss Alsace        |
| 3e dauphine      |                       |                    |
| 4e dauphine      |                       |                    |
| Top 12           | Marie Martine Legrand | Miss Finistère     |